# Carl Bechem GmbH

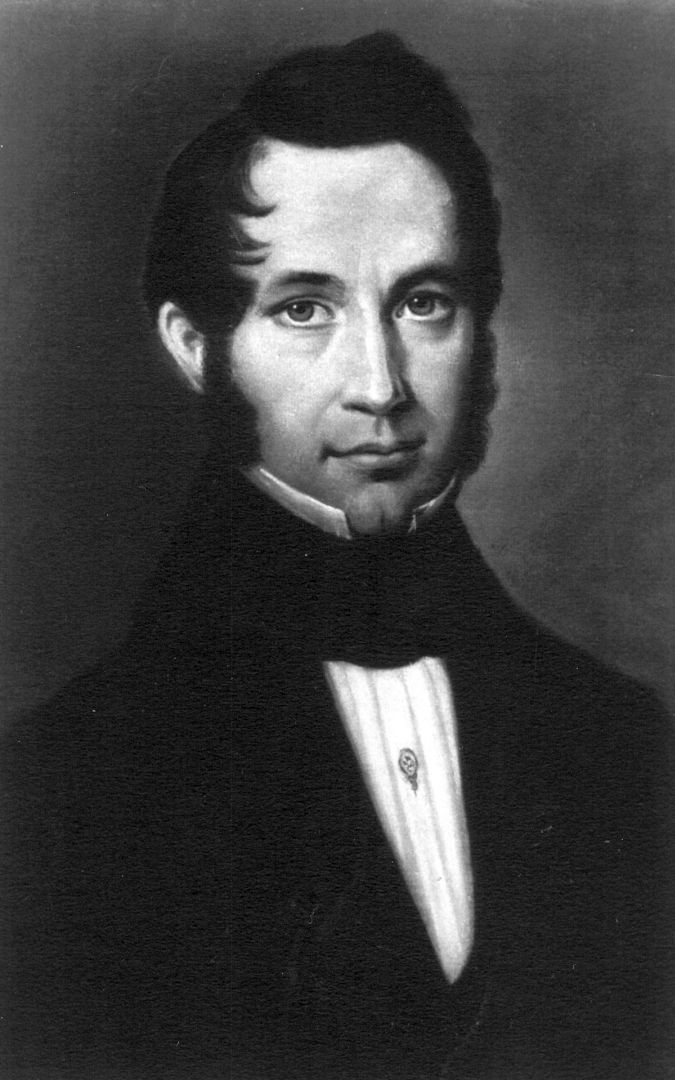
Засновник — Карл Бехем

Carl Bechem GmbH — найстаріше мастильно виробниче підприємство Європи, засноване Карлом Бехемом 1834 року у м.Хаген, Північний Рейн — Вестфалія, Німеччина.

Концерн Carl Bechem GmbH створює високоякісні мастила, які знаходять своє застосування у автомобільній і харчовій промисловості, для гірничої промисловості (важкозаймисті гідравлічні рідини для підземних робіт) і підприємств сфери металообробки. 

## Історія
За більш ніж 175 років успішної роботи, компанія змогла зарекомендувати себе як надійний партнер таких підприємств як: Nestle, Pepsi, Bosch, Volkswagen, GM Group, Європейського Космічного Агентства та багатьох інших. Вся продукція концерну сертифікована міжнародними організаціями ISO, TÜV і IATF; в Україні - УкрСЕПРО і МЕПР. Крім того, група товарів для харчової та фармацевтичної промисловості має відповідні допуски NSF H1, H2 і Halal. Продукти для гірничо-видобувного сектору ринку дозволені до застосування в українській гірничій промисловості і відповідають всім міжнародним вимогам якості і безпеки.

Завод у Німеччині розташований за адресою Weststraße 120, Hagen, Germany

## Напрямики діяльності
- Мастила - промислові мастила з високоефективними комплексами добавок для редукторів, ланцюгів та ін.
- Мастильно-охолодні рідини - водозмішуючі та неводосмішуючі рідини для обробки металів різанням, шліфуванням ...
- Змазки - високоефективні змазки для тривалих строків та екстремальних режимів експлуатації
- Захист від корозії - антикорозійні засоби для тривалої і ефективного захисту при транспортуванні та зберіганні
- Пасти - протизадирні мастильні пасти для різьбових з'єднань, складання, підробітки
- Очисні засоби - спеціальні рідини, призначені для очищення поверхонь
- Антифрикційні лаки - сухі мастильні покриття, як альтернативне рішення, замість традиційного змащення і олив
- Мастильні матеріали у спреях